# Idrijski zlikrofi
Idrijski žlikrofi son unos bocadillos tradicionales de Eslovenia originarios de Idrija. Están hechos de masa con relleno de patata y a menudo se sirven como guarnición de la carne o solos, en cuyo caso se cubren con pan rallado. La receta se remonta a mediados del siglo XIX y es uno de los platos eslovenos más populares. A los žlikrofi se les otorgó estatus de procedencia geográfica protegida en el 2010, el primer plato esloveno en recibir este reconocimiento.